# Mecometopus
Mecometopus är ett släkte av skalbaggar, beskrivet 1861 av den svenska entomologen Carl Gustaf Thomson. Släktet ingår i familjen långhorningar.

## Dottertaxa tillMecometopus, i alfabetisk ordning[1]
- Mecometopus accentifer
- Mecometopus aesopus
- Mecometopus amaryllis
- Mecometopus arixi
- Mecometopus aulai
- Mecometopus aurantisignatus
- Mecometopus batesii
- Mecometopus bicinctus
- Mecometopus bolivianus
- Mecometopus capixaba
- Mecometopus catarina
- Mecometopus erratus
- Mecometopus femoralis
- Mecometopus flavius
- Mecometopus giesberti
- Mecometopus globicollis
- Mecometopus gracilis
- Mecometopus granulipennis
- Mecometopus insignis
- Mecometopus ion
- Mecometopus jansoni
- Mecometopus laetus
- Mecometopus latecinctus
- Mecometopus latithorax
- Mecometopus leprieuri
- Mecometopus ludicrus
- Mecometopus macilentus
- Mecometopus melanion
- Mecometopus miri
- Mecometopus mniszechii
- Mecometopus mundus
- Mecometopus palmatus
- Mecometopus placens
- Mecometopus polygenus
- Mecometopus purus
- Mecometopus quadrifasciatus
- Mecometopus remipes
- Mecometopus riveti
- Mecometopus rondonianus
- Mecometopus rubefactus
- Mecometopus sarukhani
- Mecometopus simoni
- Mecometopus solidicornis
- Mecometopus sulphurosus
- Mecometopus triangularis
- Mecometopus tumulifer
- Mecometopus wallacei
- Mecometopus ycoca